# Murányi András
Murányi András (1974 november –) magyar újságíró, sportújságíró, médiaoktató. Murányi Marcell újságíró öccse.

## Életpályája
Kommunikáció szakos bölcsész.
1994. november 1. és 1997. július 1. között az Új Magyarország sportújságírója és sportszerkesztője.
1997. július 1. és 1997. szeptember 15. között a Nemzeti Sport újságírója és rovatszerkesztője, rövid ideig rovatvezető-helyettese.
1997. szeptember 15. és 2011. szeptember 1. között a Népszabadság sportújságírója, sportszerkesztője, tv-kritikusa, publicistája.
2011. szeptember 1. és 2015. augusztus 3. között a Nemzeti Sport-csoport általános főszerkesztő-helyettese (napi print, online, magazinok).
2015. augusztus 3. és 2016. október 8. között a Népszabadság főszerkesztője.
2017. április 17. és 2018. augusztus 1. között az újrainduló Zoom.hu hírigazgatója.
2018 októberétől  kommunikációs vezető, tanácsadó.

## Újságírói tevékenysége
Közel tizenhat évet töltött a Népszabadságban, ahol sportújságíróként, -szerkesztőként, tv-kritikusként, publicistaként dolgozott, majd a lap utolsó főszerkesztője volt. Irányítása alatt az újság számos tényfeltáró cikket készített, miközben válogatott szerző-, publicista- és riportergárdájával a társadalom legszélesebb rétegeihez szólt. A magyar lappiacon – egyedülálló módon – 2016 harmadik negyedévére megállt a Népszabadság példányszámcsökkenése.
Cikk- és interjúsorozatok szerzője a Hócipőben, az Élet és Irodalomban, a 168 Órában, a Magyar Narancsban, a Hamu és Gyémántban, a World Soccerben, televízió- és rádiócsatornák meghívott vendége, közéleti és sportkonferenciák előadója; újságíró-iskolai tanár és vendégoktató.

## Kommunikációs tevékenysége
Karácsony Gergely 2019-es főpolgármesteri kampánycsapatának kommunikációs menedzsere (a kampányfőnök kommunikációs helyettese); később sport- és általános tanácsadó; tagja a 2024-es főpolgármesteri kampányt vezető csapatnak.

## Családja
Nős, két gyermek apja.

## Díjai, elismerései
- Népszabadság-díj (1999)[9]
- Németh Gyula-díj (1999)[10]
- Kovácsi László-díj (2012)[11]
- MOB-médiadíj – Média Nívódíj (2012)[12]
- A Népszabadság főszerkesztőjeként – Kállai Gábor nemzetközi sakknagymesterrel közösen – megalapítja a Népszabadság Respekt-díjat 2015 novemberében. A kuratórium tagjai: Tóth Krisztina író; Máté Gábor színházigazgató, színész, rendező; Vitray Tamás televíziós személyiség; Kállai Gábor; Murányi András (elnök). Az első díjat Sándor Mária ápolónő vehette át a szerkesztőség és a kiadó közös rendezvényén.

## Könyvei
- Murányi András: A Népszabadság kivégzése: Az utolsó főszerkesztő vallomása. Budapest: Corvina Könyvkiadó. 2017.   264. o. ISBN 9789631364385
- Szakmai tanácsadó Harle Tamás Az újságírás mestersége és művészete című könyvében. Budapest: Kék Európa Stúdió, 2012
- Szaklektor Benedek Szabolcs: Mezey című könyvében. Budapest: OKJ Szakkönyv Kiadó, 2025